# Krugerplein (Amsterdam)

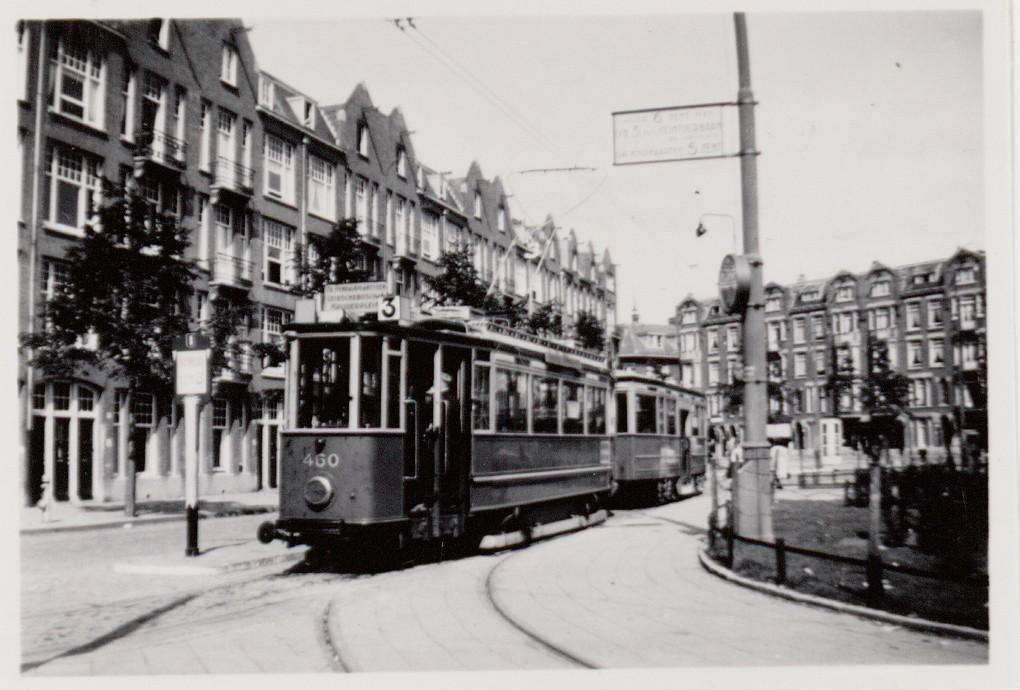
Tramlijn 3 (1942)

Het Krugerplein is een plein in de Transvaalbuurt in  Amsterdam-Oost. 

## Geschiedenis en ligging
Tot 1896 behoorde het gebied als smalle uitstulping op de rechter Amsteloever gelegen tussen gemeente Watergraafsmeer en de 
gemeente Amsterdam tot de gemeente Nieuwer-Amstel. Amsterdam annexeerde echter dat jaar het noordelijk gedeelte van Nieuwer-Amstel waaronder deze uitstulping.  
Het plein is op 13 oktober 1915 bij een raadsbesluit vernoemd naar Paul Kruger, president van Transvaal. Het is het centrale plein van die Transvaalbuurt, ook wel de Afrikaanderbuurt genoemd. Op het plein komt vanuit het noorden de Maritzstraat uit, vanuit het oosten de Pretoriusstraat, vanuit het zuiden Schalk Burgerstraat en vanuit het westen de Krugerstraat en Albert Luthulistraat. Alle straten en pleinen hier zijn vernoemd naar personen die op een of andere manier te maken hebben met Zuid-Afrika, hetgeen in de jaren tachtig van de 20e eeuw leidde tot discussies omtrent de tenaamstellingen. Volgens de BAG heeft het plein in de 21e eeuw de vorm van een vijfhoek; het pleintje zelf heeft de vorm van een strijkbout, maar dat is niet altijd zo geweest. Aan het plein werd in de jaren na de benoeming volop gebouwd.  
In de oorlogjaren 1942 tot 1944 had tram 3 hier zijn eindpunt komend vanuit de Krugerstraat. Het Krugerplein was de plaats waar de joodse buurtbewoners bij de razzia's door de Duitsers en de Nederlandse politie werden verzameld, om per tram te worden afgevoerd naar het station. De tram keerde na de oorlog niet meer terug waarna het in 1942 nieuw aangelegde traject na slechts 2 jaar in gebruik te zijn geweest in 1953 werd opgebroken. In 1965 werd bus 5 verlegd langs het plein in 1987 vervangen door bus 37 die er in de 21e eeuw nog steeds rijdt.

## Gebouwen
Huisnummers lopen op van 3 tot en met 95 aan de oneven zijde, de huisnummers 25 tot en met 73 ontbreken echter. Even huisnummers liggen tussen 2 tot en met 40. De meeste woningen zijn van de hand van relatief onbekende architecten waaronder M. Klein, W.J. Baartscheer jr. en gebroeders Poelwijck. Hier en daar werd de oorspronkelijke bebouwing vervangen door nieuwbouw. In het kader van stadsvernieuwing werd in 1996 gewerkt aan het complex 8 tot en met 16 en de nabijgelegen Majubastraat; ontwerp was afkomstig van Marge Architecten (Theo Steemers), die de nieuwbouw liet inpassen in de bestaande bouw door toepassing van een “stedelijke plint”. Krugerplein 3-11 werd in het jaar 1988 al gerenoveerd waarbij winkel- en wooneenheden werden samengevoegd.
De bekendste architect die ooit op het plein vertegenwoordigd was, is Aldo van Eyck. Midden op het plein stond niet een gebouw van hem, maar een van de grotere speelhekken. Het bouwsel werd begeleid door twee bloembakken in de vorm van Van Eycks zandbakken. Deze werden rond 1968 geplaatst; onbekend is wanneer ze weer verwijderd zijn.
Een andere opvallende verschijning is een trafohuisje uit 1939 ontworpen in chaletstijl door de Dienst der Publieke Werken. 

## Kunst
Er zijn vijf voorbeelden van kunst in de openbare ruimte te zien:
- het Monument tegen apartheid en racisme van Pépé Grégoire uit 1987
- de Fontein Krugerplein van Peer Veneman uit 1997
- Kantoorgangers komend uit de Schalk Burgerstraat van Elisa van Schie en Martin Takken uit 2002
- portret van Gedenkteken Nelson Mandela van Steffen Maas uit 2014
- muurschildering Airhead nr. 2 op de hoek van de Majubastraat van Nouch uit 2020

## Afbeeldingen

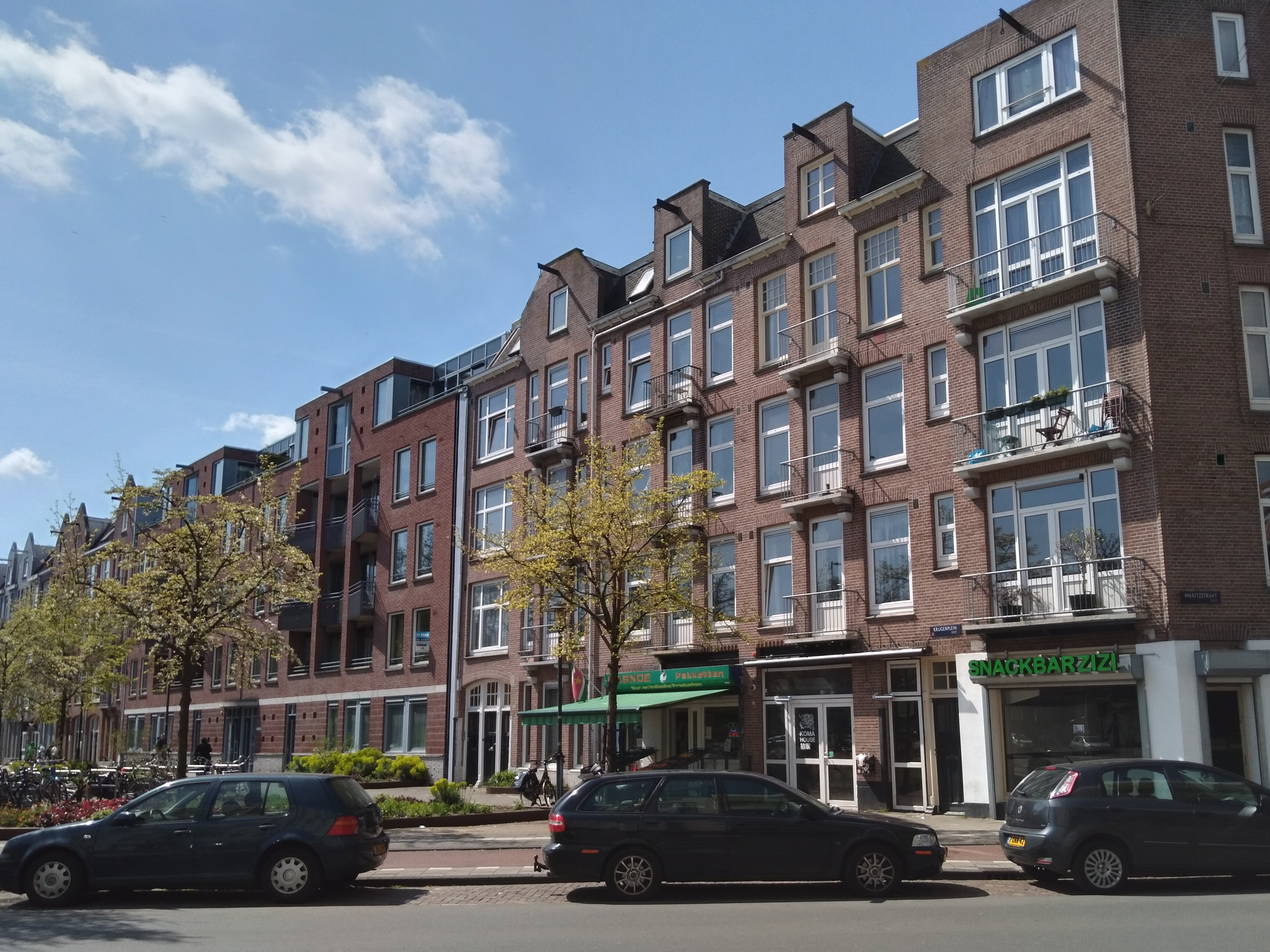
Nieuwbouw (links) naast oudbouw (rechts) (maart 2021)
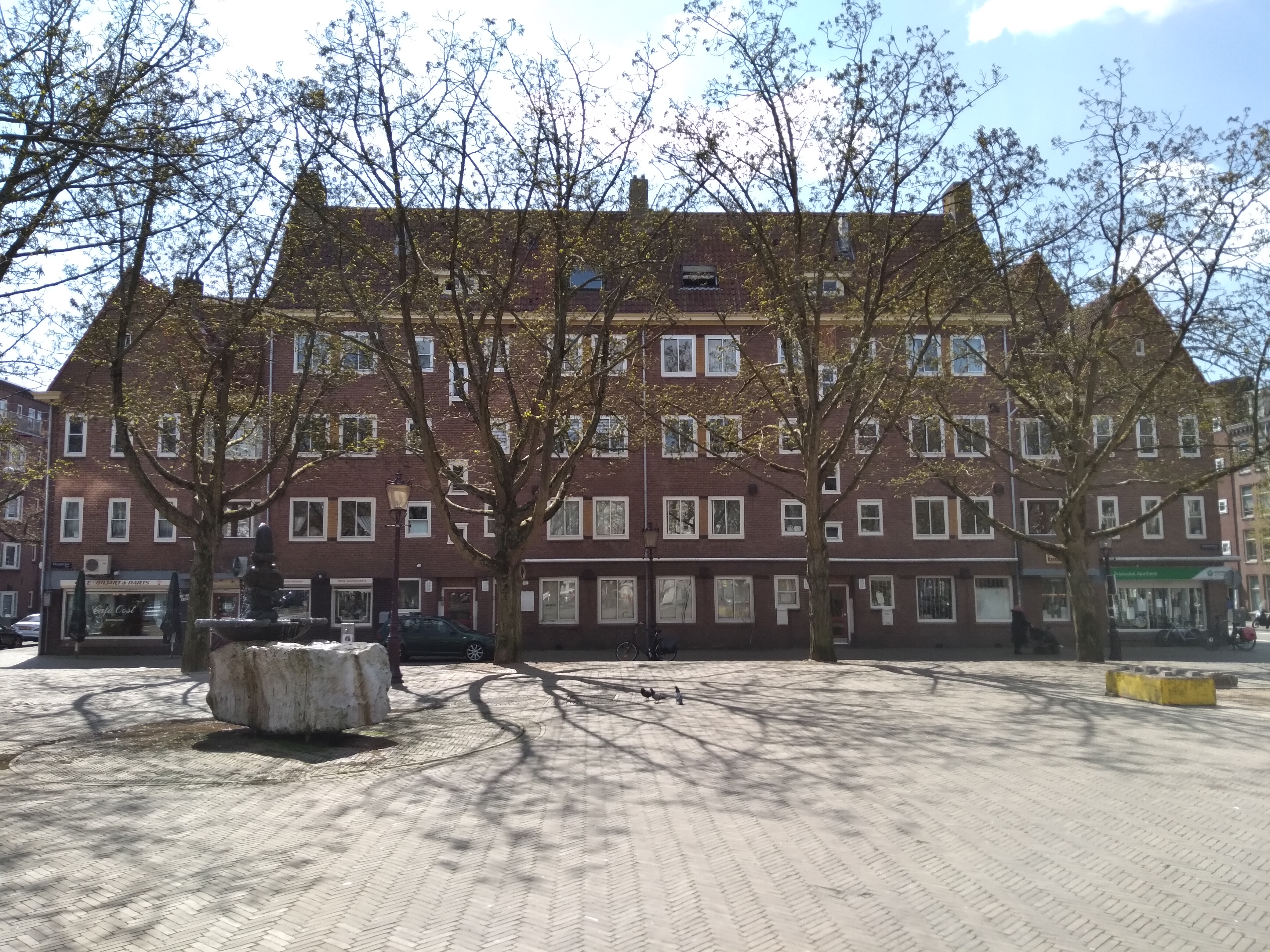
Krugerplein 32-40 met fontein (maart 2021)
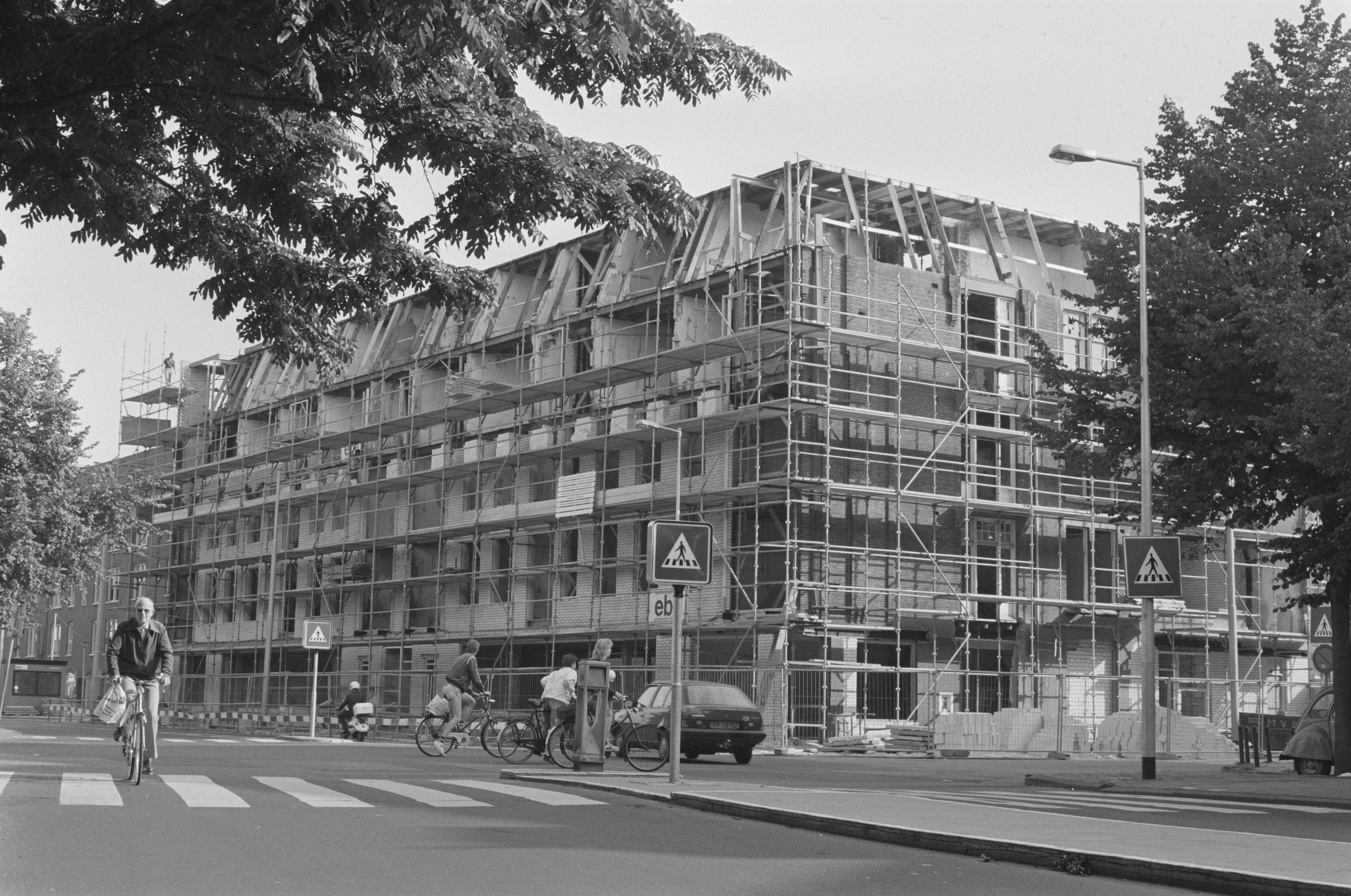
Verbouwing 3-11 (augustus 1988)
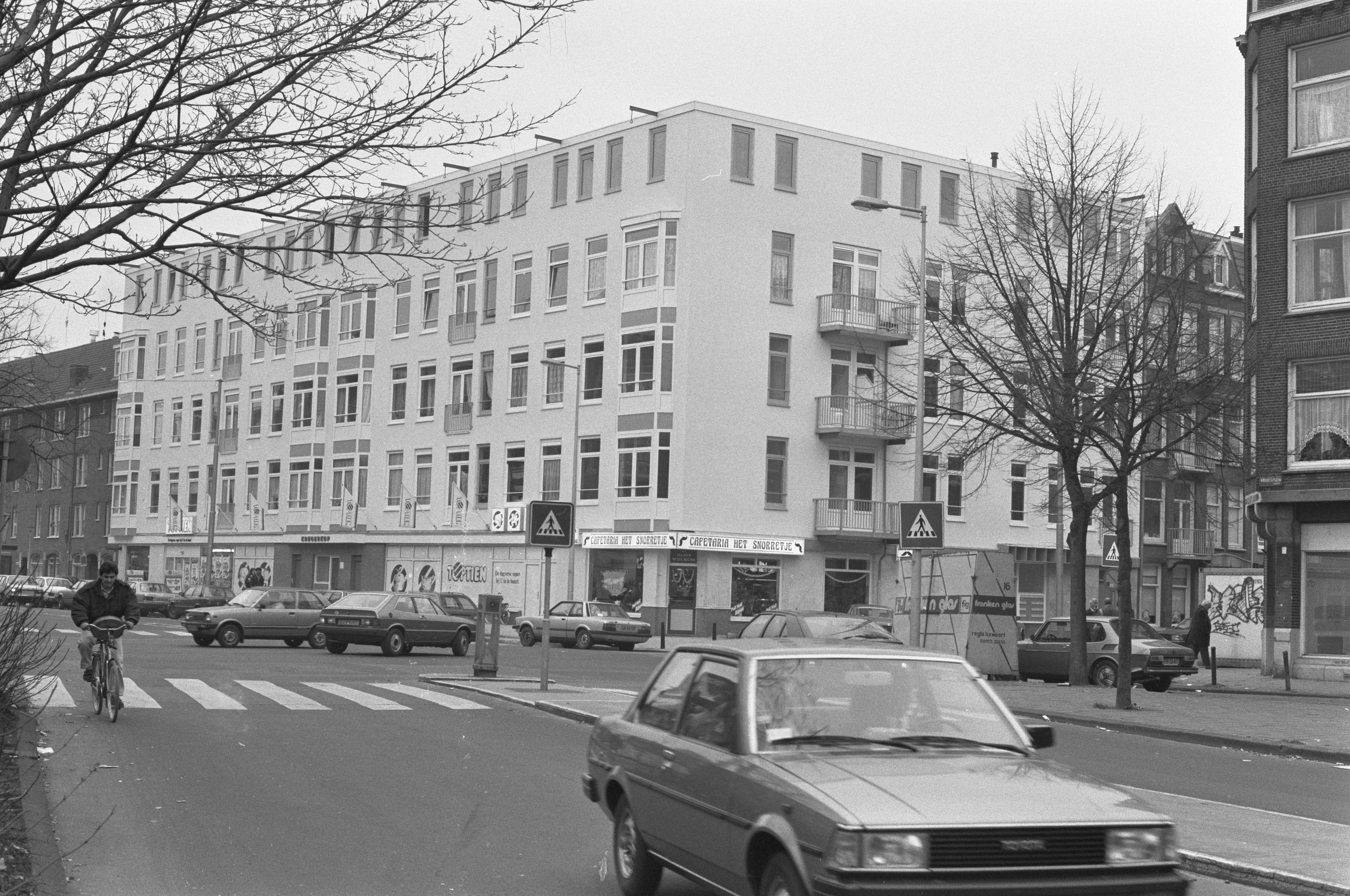
Verbouwing gereed (april 1989)
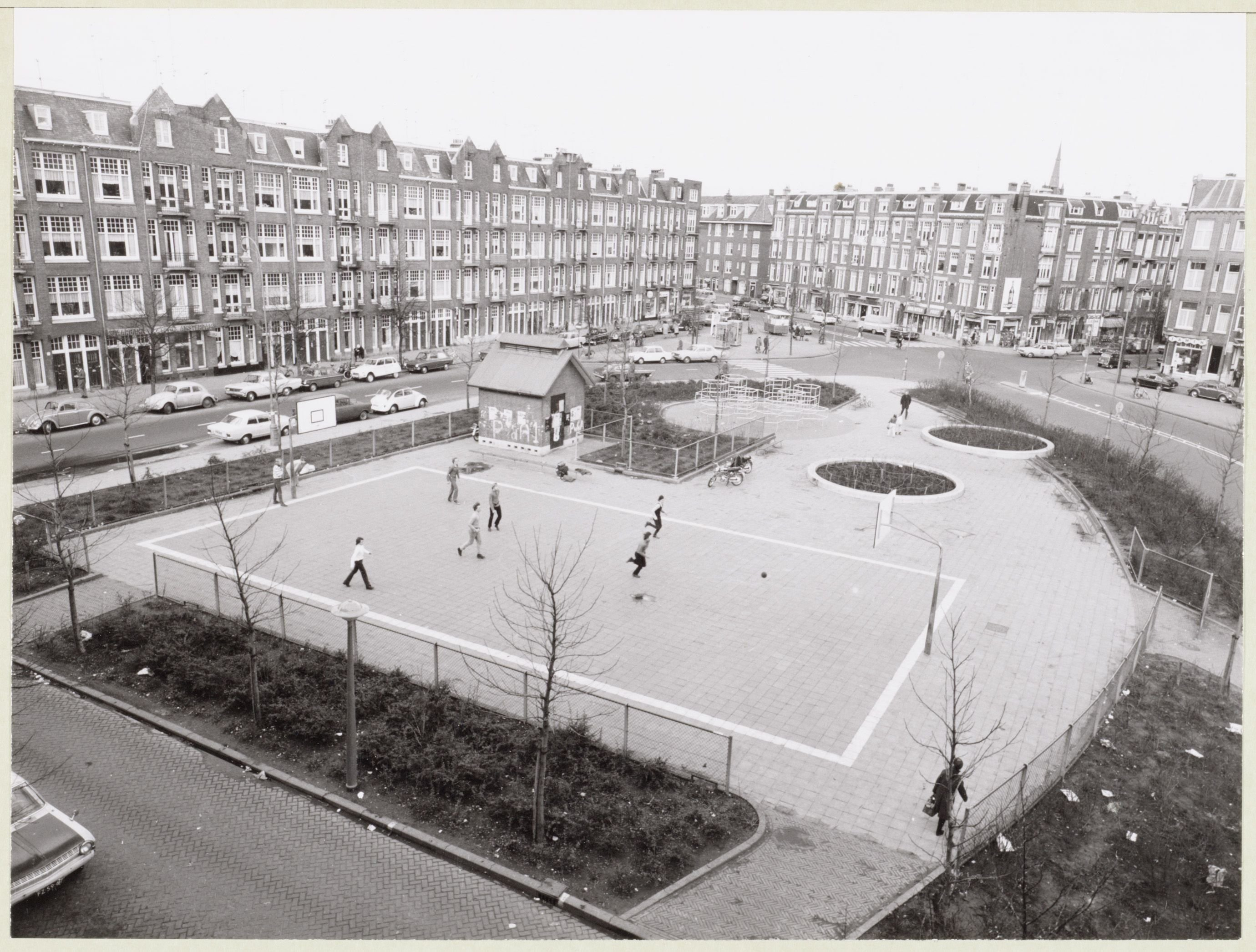
Krugerplein met klimrek van Aldo van Eyck (rechts naast huisje, 1971)
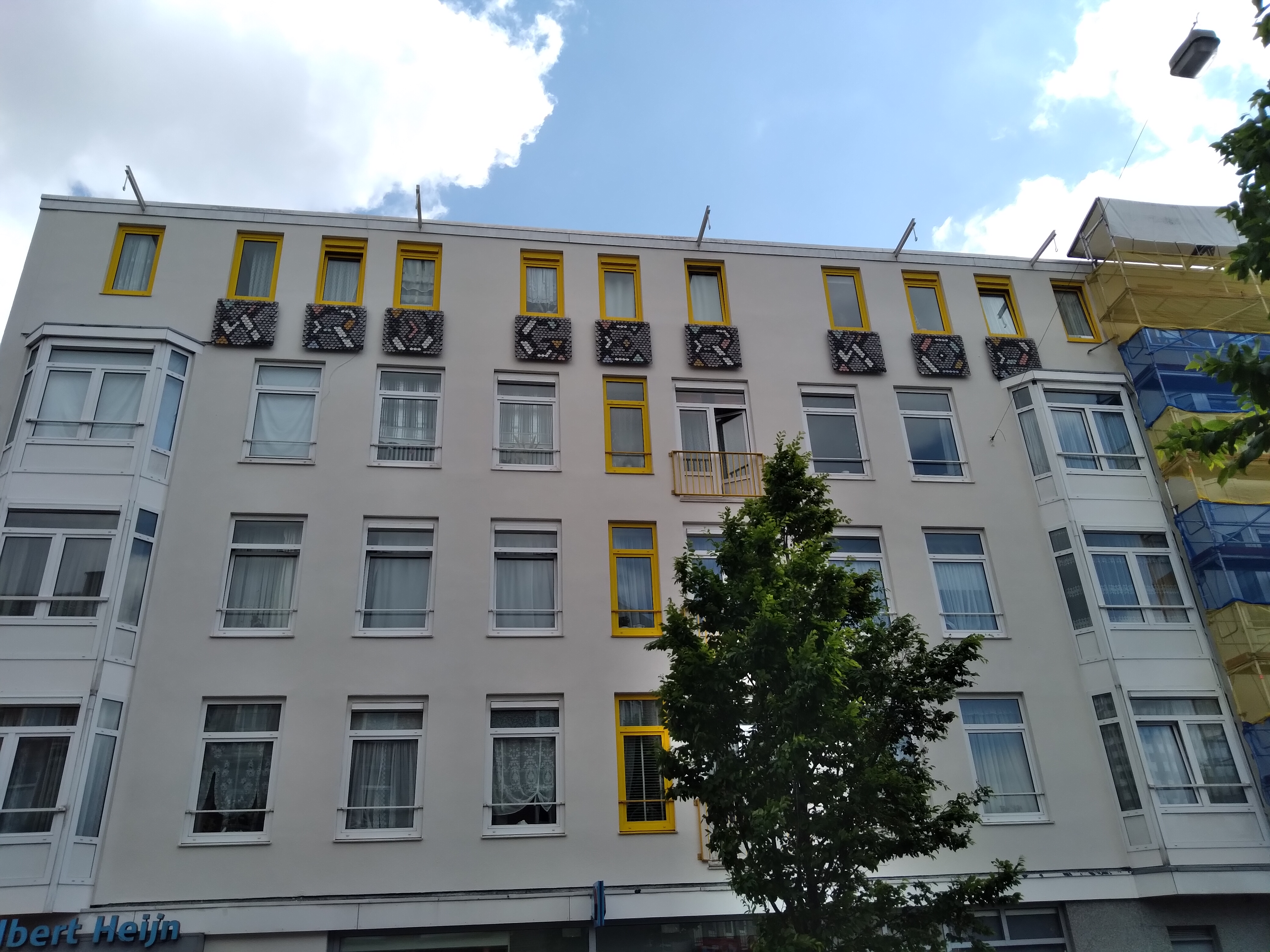
Krugerkop van Steffen Maas op flat Krugerkop (juni 2021)